# Молоко (язык)
Молоко (Məlokwo) — афразийский язык, на котором говорят в основном в Северном Камеруне. Носителей языка насчитывается примерно 8 500 человек (1992). Язык молоко распадается на диалекты муянг, северный гизига, микири и другие. Носители языка молоко также говорят на языках фула и французском. Язык молоко имеет множество альтернативных названий: Melokwo, Mokyo, Molko, Molkoa, Molkwo, Molokwo. Большинство носителей языка — христиане.